# Антониане-марониты
Антониане-марониты, полное название — Маронитский орден святого Антония Великого (лат. Ordo antonianorum maronitarum, OAM) — маронитский мужской католический монашеский орден понтификального права.

## История
Орден антониан-маронитов основал архиепископ Алеппо и будущий антиохийский патриарх Габриэль II Блауза. 15 августа 1700 года он послал двух священников на холм Арамта, где находился старинный маронитский санктуарий в честь святого пророка Илии, чтобы там основать новый монастырь.
17 января 1740 года Римский папа Климент XIV издал бреве «Misericordiarum Pater», которым утвердил устав нового маронитского монашеского ордена на основе Правила святого Антония Великого.

## Настоящее время
На 2014 год в ордене действовало 34 монастыря с 175 монахами (из них — 145 священников).

## Монастыри
- Мар Саркис-у-Бахос — находится возле населённого пункта Ихден, район Згарта провинции Северный Ливан.

## Источник
- Annuario Pontificio, Città del Vaticano, Libreria editrice vaticana, 2007. стр. 1462. ISBN 978-88-209-7908-9.
- Guerrino Pelliccia e Giancarlo Rocca (curr.), Dizionario degli istituti di perfezione (DIP), 10 voll., Edizioni paoline, Milano 1974—2003.